# St. Peter und Paul (Unteraltenbernheim)

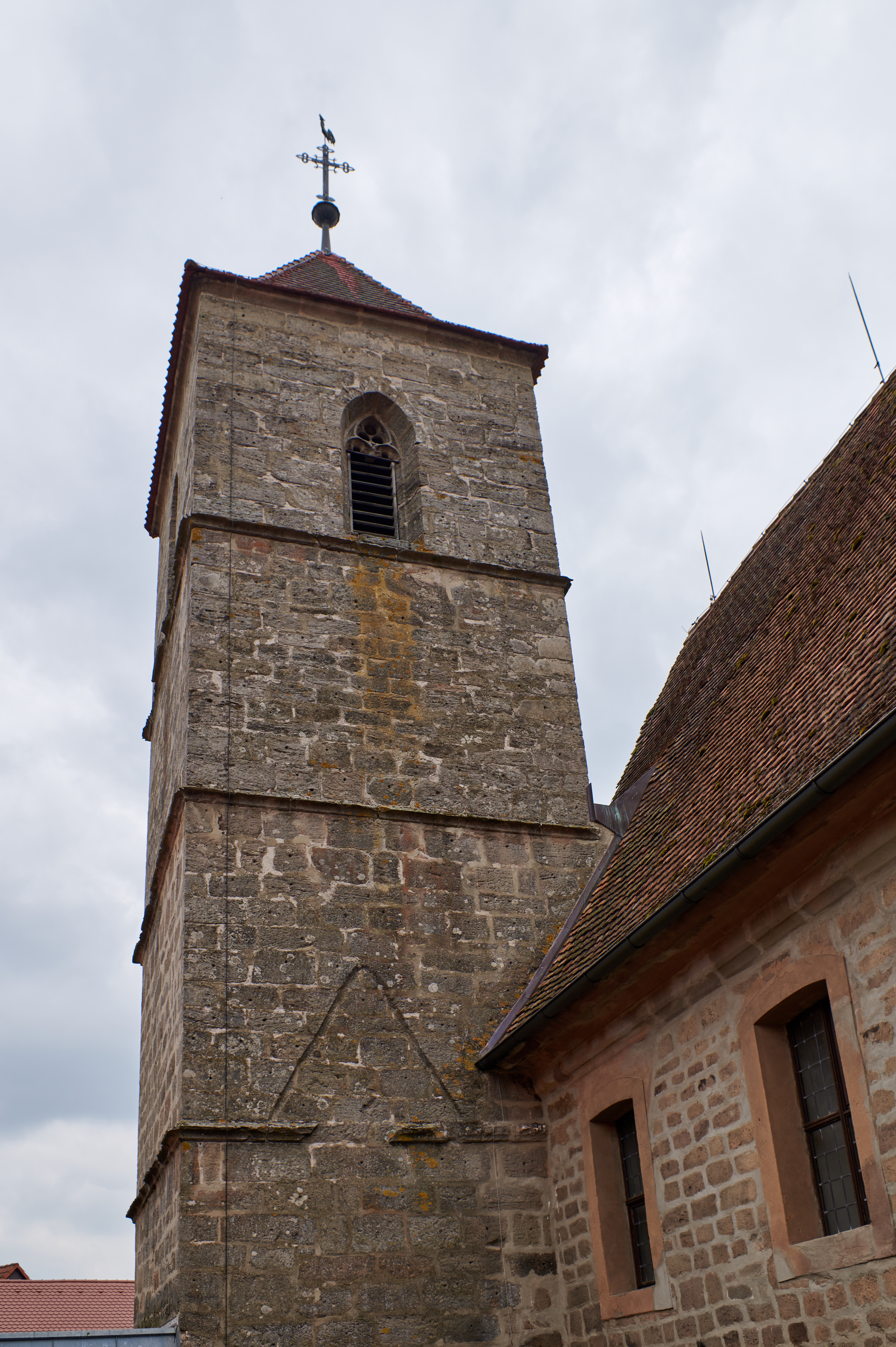
St. Peter und Paul in Unteraltenbernheim

Die römisch-katholische, denkmalgeschützte Filialkirche St. Peter und Paul steht in Unteraltenbernheim, einem Gemeindeteil des Marktes Obernzenn im Landkreis Neustadt an der Aisch-Bad Windsheim (Mittelfranken, Bayern). Die Kirche ist unter der Denkmalnummer D-5-75-156-32 als Baudenkmal in der Bayerischen Denkmalliste eingetragen. Sie gehört zum Seelsorgebereich Ansbach Stadt und Land im Dekanat Ansbach des Erzbistums Bamberg.

## Beschreibung
Der Chor wurde vor 1381 errichtet, der Chorflankenturm auf quadratischem Grundriss an seiner Nordwand, der mit einem Pyramidendach bedeckt ist, und das Langhaus als Saalkirche im Westen im letzten Viertel des 15. Jahrhunderts. Diese Kirche wurde nach einem Gutachten von Johann Michael Keller dem Jüngeren von 1786 bis 1789 umgestaltet. Im obersten Geschoss des viergeschossigen Kirchturms steht der Glockenstuhl mit vier Glocken. Die Sakristei wurde erst 1969 angebaut. 
Das Langhaus hat eine Flachdecke, der Chor ein Kreuzrippengewölbe. Zur Kirchenausstattung gehört ein 1788 gebauter Hochaltar, sein Altarretabel mit der Darstellung der Verkündigung des Herrn entstand erst 1877. Das Taufbecken stammt aus dem 14./15. Jahrhundert, die Kreuzigungsgruppe aus der Zeit um 1480. Die Orgel wurde 1900 von G. F. Steinmeyer & Co. gebaut. Die Bilder der Kreuzwegstationen wurden 1901 aufgehängt.